# Prionus heroicus
Prionus heroicus es una especie de escarabajo longicornio del género Prionus, tribu Prionini. Fue descrita científicamente por Semenov en 1908.
Se distribuye por Estados Unidos y México. Mide 27-51 milímetros de longitud. El período de vuelo ocurre en los meses de junio, julio y agosto.